# ليتور
بلدية ليتور (بالإسبانية: Letur) هي بلدية تقع في مقاطعة البسيط التابعة لمنطقة كاستيا لا مانتشا وسط إسبانيا.

## الديموغرافيا
بلغ عدد سكان بلدية ليتور 1.081 نسمة عام 2011 (وفقاً للمعهد الوطني الإسباني للإحصاء).
| 1.386 | 1.370 | 1.285 | 1.209 | 1.190 | 1.122 | 1.081 |

## معرض صور

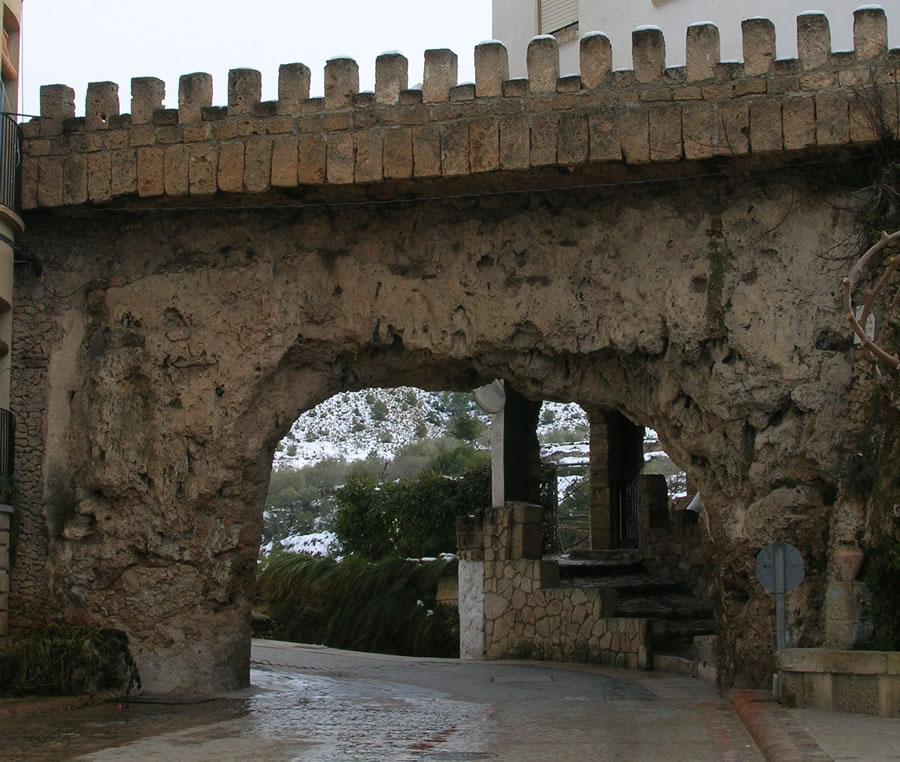
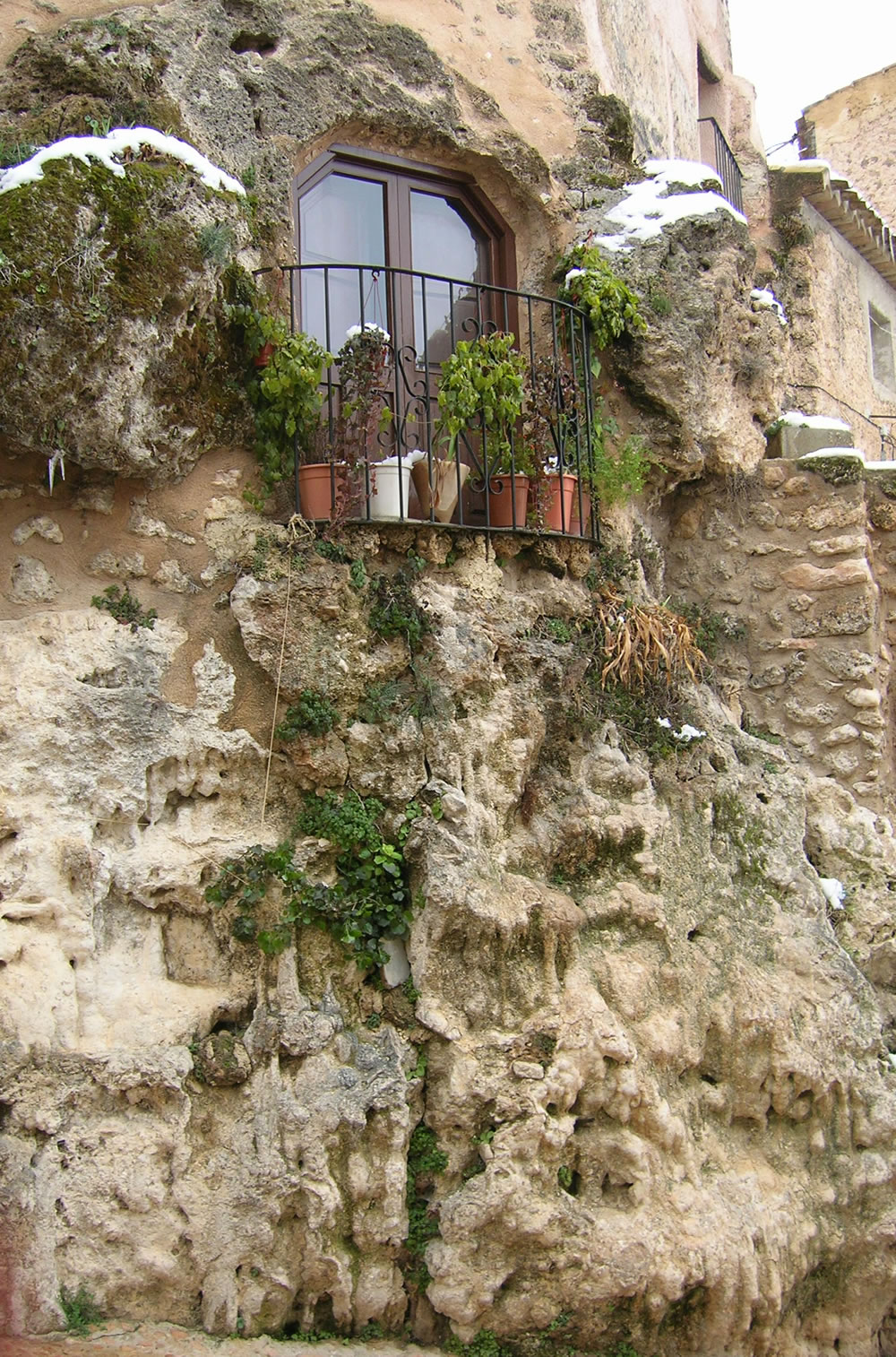
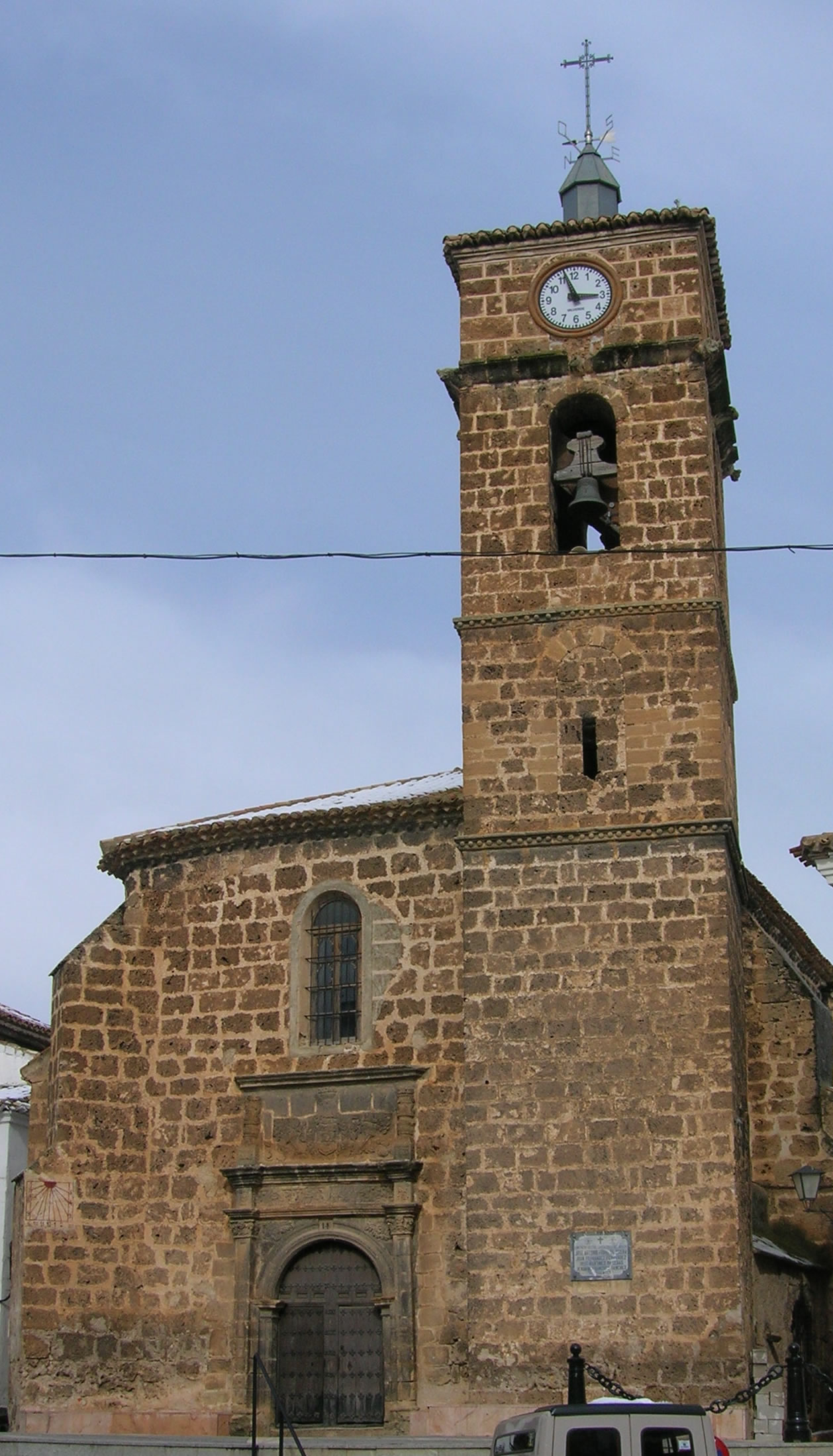
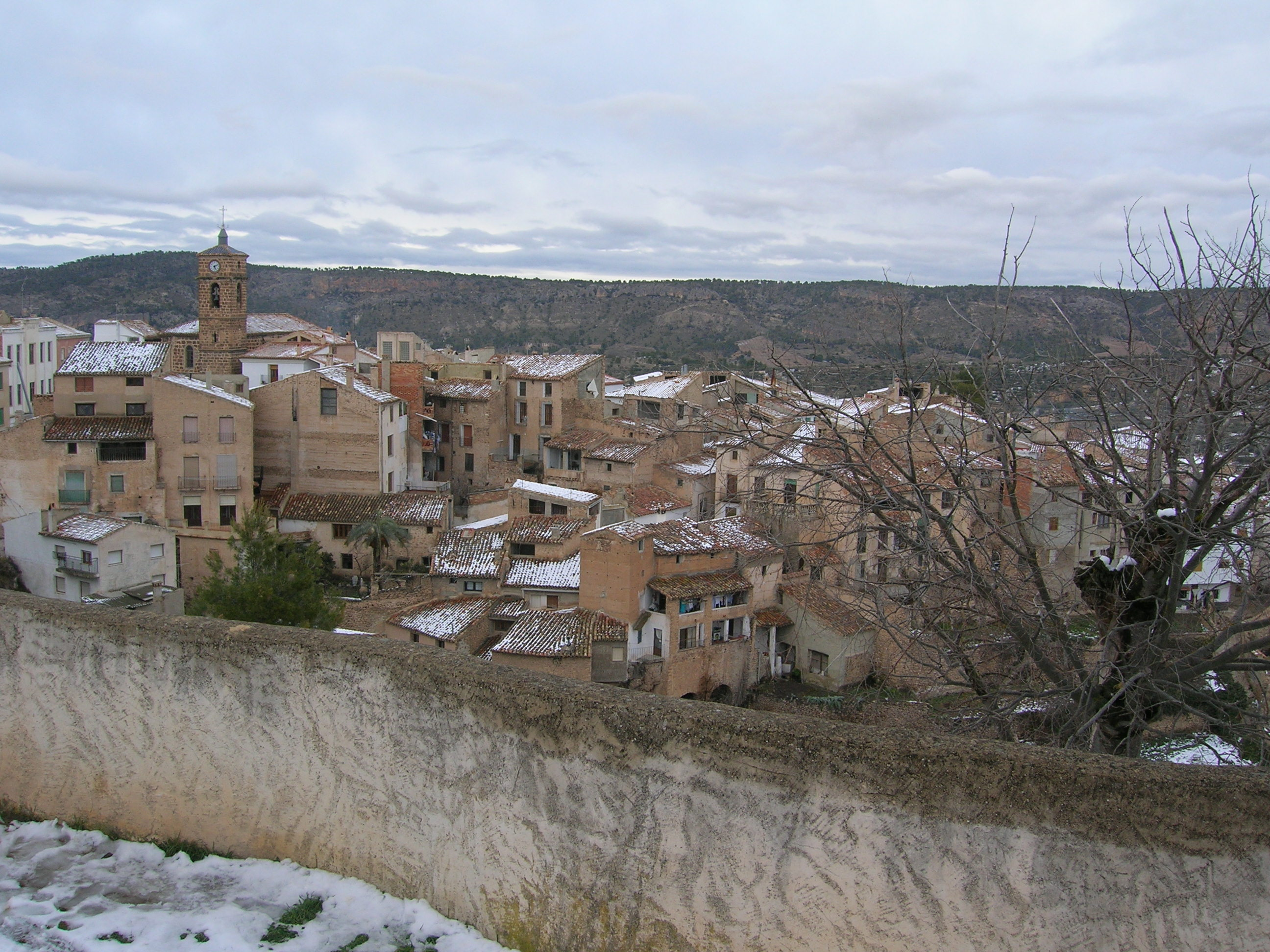